# Belgische Mededingingsautoriteit
De Belgische Mededingingsautoriteit is bevoegd voor het bevorderen en verzekeren van een effectieve mededinging op het Belgisch grondgebied en voor het deelnemen aan de uitvoering van het Europees mededingingsbeleid. De autoriteit volgde in september 2013 de voormalige Raad voor de Mededinging op. Het is een onderdeel van de Federale Overheidsdienst Economie, K.M.O., Middenstand en Energie en fungeert als nationale mededingingsautoriteit voor België binnen de Europese Unie.

## Mededingingscollege
De autoriteit bevat het Mededingingscollege. Dit is een onafhankelijke administratieve instantie die bevoegd is voor de bescherming van de vrije economische mededinging. Men kan er terecht met klachten over machtsmisbruik bij onder meer een monopoliesituatie of een oligopolie. Hij onderzoekt bij een klacht de feiten en oordeelt indien er wel degelijk sprake is van misbruik.
De leden van het Mededingingscollege zijn onderworpen aan het strafrechtelijke voorrecht van rechtsmacht. Van 2013 tot 2023 was Jacques Steenbergen de voorzitter.